# 刘志陆

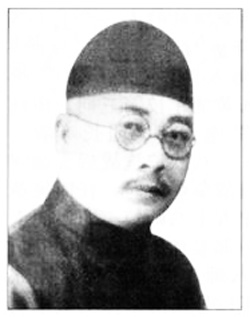
刘志陆

刘志陆（1891年—1942年），字伟军，广东省梅县程江古塘坪村人，中國同盟會成員，青幫「悟」字輩成員，中华民国军事将领。

## 生平
刘志陆家族雖然出生在廣東省，其父劉吉堂年輕時加入黑旗軍，在中法戰爭中有戰功，後被任命為廣西龍州守備，因此劉志陸出生在廣西省龍州，使他的地緣關係連貫兩廣之間。劉吉堂在光緒二十年（1894）退休返鄉定居，劉志陸此後才返回廣東，年幼在梅州市的梅城高小接受基礎教育。光緒三十三年（1907），考入虎门陆军学校。毕业后，进入广东陆军讲武堂学习，為該校第三期生。1910年，参加中国同盟会。講武堂畢業後，進入廣東陸軍第一混成協擔任哨官，後在該單位逐漸升遷。
中華民國成立初期，劉志陸仍在廣東陸軍服役。二次革命後，廣東省軍中的親孫派被袁世凱的盟友龍濟光給清除，無法在廣東省軍中立足的劉志陸在同鄉且為父親親友的林紹斐（林竹筠）引薦棄職前往廣西省，投靠當時的舊桂系莫榮新麾下，被莫榮新收為義子，予給重用，民國四年（1915）出任莫榮新所屬的桂平镇守使公署擔任參謀兼警衛連連長，後升任镇守使公署參謀長。
民國四年（1915）護國戰爭發動後，劉志陸協助舊桂系整軍對抗袁世凱。民國五年（1916）陸榮廷派遣20營部隊入廣東省討伐不願意反袁世凱的龍濟光，劉志陸其職務升任護國軍「討龍軍」第三路總司令，率一團部隊攻入廣州市。龍濟光退出廣州後撤往海南島。作戰結束後，劉志陸部隊返回廣東省順德縣，並兼任該縣清鄉督辦。舊桂系在擊敗龍濟光後，取得了廣東省政的主導權，並將從廣西出征的討龍軍重編，劉志陸升任護國軍第四軍軍長兼惠州綏靖督辦，控制地盤主要在廣東省惠州市。
民國六年（1917）10月23日，潮梅鎮守使莫擎宇在福建督軍李厚基操作下與汀漳鎮守使兼陸軍第十四混成旅旅長臧致平合作發兵攻入廣東省，劉志陸在莫榮新指揮下加入「平潮軍」，為平潮軍第四路軍司令官，轄15營部隊從惠州出兵攻占詔安縣，同年11月8日，平潮軍與臧致平、莫擎宇聯軍對戰，臧莫聯軍大敗，平潮軍趁勝佔領了梅州市與汕頭市，擴大在廣東省的控制區。12月10日，龍濟光在海南島集結部隊後發兵登陸廣東省海安、陽江市，企圖逆襲。莫榮新動員大部分駐廣東舊桂系部隊組成「討龍軍」，殲滅其戰力，任劉志陸為討龍軍第三軍司令。民國七年（1918）3月，收復陽江市鄰近的恩平市，與龍濟光部隊接敵，牽制在陽江登陸的部隊，其它部隊包圍殲滅龍濟光登陸廣東的部隊。龍濟光在此役徹底失敗，他留下殘部，5月31日，隻身逃往北京投靠段祺瑞。
民國七年（1918）2月劉志陸被莫榮新任命為潮梅鎮守使，取代莫擎宇離開後的權力空白。劉志陸控制的勢力範圍包括潮州市下屬10縣、梅州市下屬5縣，鎮守使指揮部設在汕頭市，其指揮的部隊也擴大為獨立旅。
民國九年（1920），舊桂系與粵系之間的權力鬥爭公開化，莫榮新在8月份下令發兵攻占福建，企圖夾擊殲滅在孫中山命令下進入福建省作戰的廣東部隊，為第一次粵桂戰爭。劉志陸擔任攻閩軍中路部隊，新桂系部隊但不敵返鄉思切的廣東部隊，劉志陸指揮的部隊先遭到鄧鏗指揮的左路軍給擊退，同時其部下亦遭鄒魯收買，發動反舊桂系兵變，迫使劉志陸放棄汕頭，撤回廣州。
在莫榮新被擊敗宣布下野後，劉志陸繼續在陸榮廷麾下任職，但因為部隊重創，因此未在第二次粵桂戰爭中指揮部隊參戰，在陸榮廷在民國十一年（1922）也下野失勢後，劉志陸轉投靠陳炯明，軍事派系歸屬從舊桂系轉到了粵系。
1923年7月—1924年2月，与陈炯明任命的潮汕边防督办黄大伟、赣军将领赖世璜（依附陈炯明）、李厚基旧部王献臣在漳州建立“联军办事处”政权。
在陳炯明陣營中，劉志陸擔任救粵軍第二軍軍長。
第七集团军司令、军事参议院中将参议，获授陆军上将。
抗日战争爆发后，刘志陆奉命在上海成立“苏浙皖”行动委员会别动队，并担任总指挥。后来，刘志陆任广东民众抗日自卫团统率委员会委员、广东省政府委员兼第五行政区行政督察专员、保安司令等职。 
1942年，刘志陆逝世。